# Ojo Guareña
Ojo Guareña – jaskinia krasowa w Hiszpanii, w Górach Kantabryjskich.
W jaskini znajdują się rozległe ciągi obszernych korytarzy.
Ojo Guareña jest systematycznie eksplorowana od 1956 r.